# Jenny Salicath
Jenny Claudine Harriet Salicath, född 27 augusti 1867 i Köpenhamn, död 23 januari 1944 i Stockholm, var en dansk skulptör och målare.
Hon var dotter till konferensrådet Gotfred Ferdinand Tvermoes och Mathilde Esskildsen och från 1903 gift med godsägaren Jens David Fredrik Salicath. Hon studerade konst för François Thevenot och Stephan Sinding samt vid akademien i Paris 1895–1899 och arbetade därefter huvudsakligen som porträttmålare och porträttskulptör. Hon medverkade i Parissalongen och på tre världsutställningar där hon tilldelades en guldmedalj i San Francisco 1915 samt guld och silvermedaljer i Barcelona 1929. Hon var verksam som kursledare i målning och skulptering i Århus. Under 1940-talet var hon under en period bosatt i Stockholm. Salicath är representerad i ett flertal offentliga institutioner, föreningar och företag med porträttbyster. 